# Кабельные линии связи
Кабельные (проводные) линии связи — линии связи, состоящие из направляющих сред передачи (кабелей, например электрических или волоконно-оптических) и соответствующего оборудования, предназначенные для организации связи в проводных системах передачи. Под организацией связи здесь подразумевается организация каналов:
- телефонной связи
- факсимильной связи
- передачи данных
- технологической связи
- и др.

Существует несколько технологий, используемых для организации соединения. Различные типы сетевых кабелей, такие как коаксиальный кабель, оптоволоконный кабель и кабель с витой парой, используются в зависимости от топологии сети, протокола и протяжённости. Устройства могут быть разделены несколькими метрами (например, через Ethernet) или почти неограниченными расстояниями (например, через Интернет).

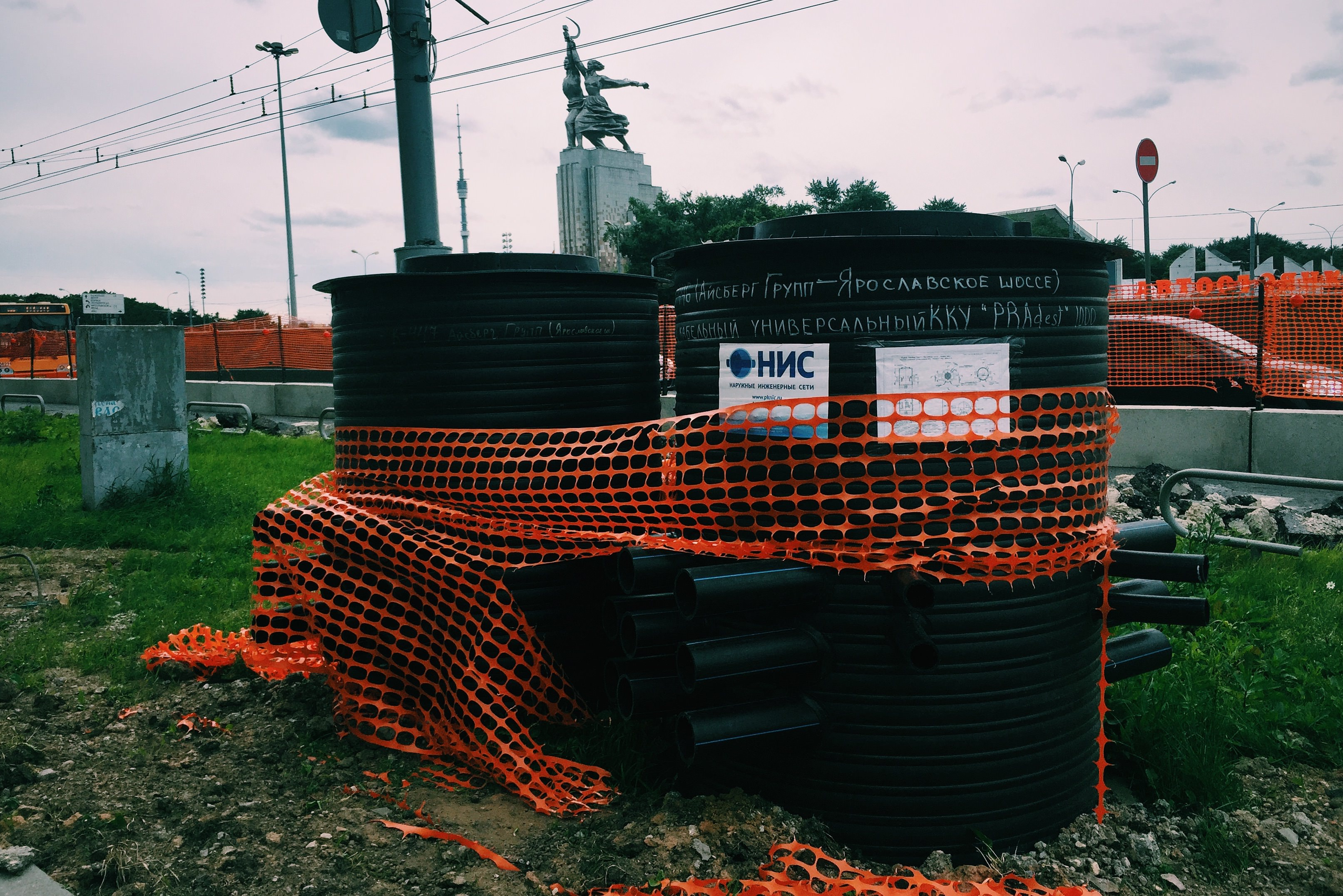
Готовые к установке колодцы для линий связи, Москва

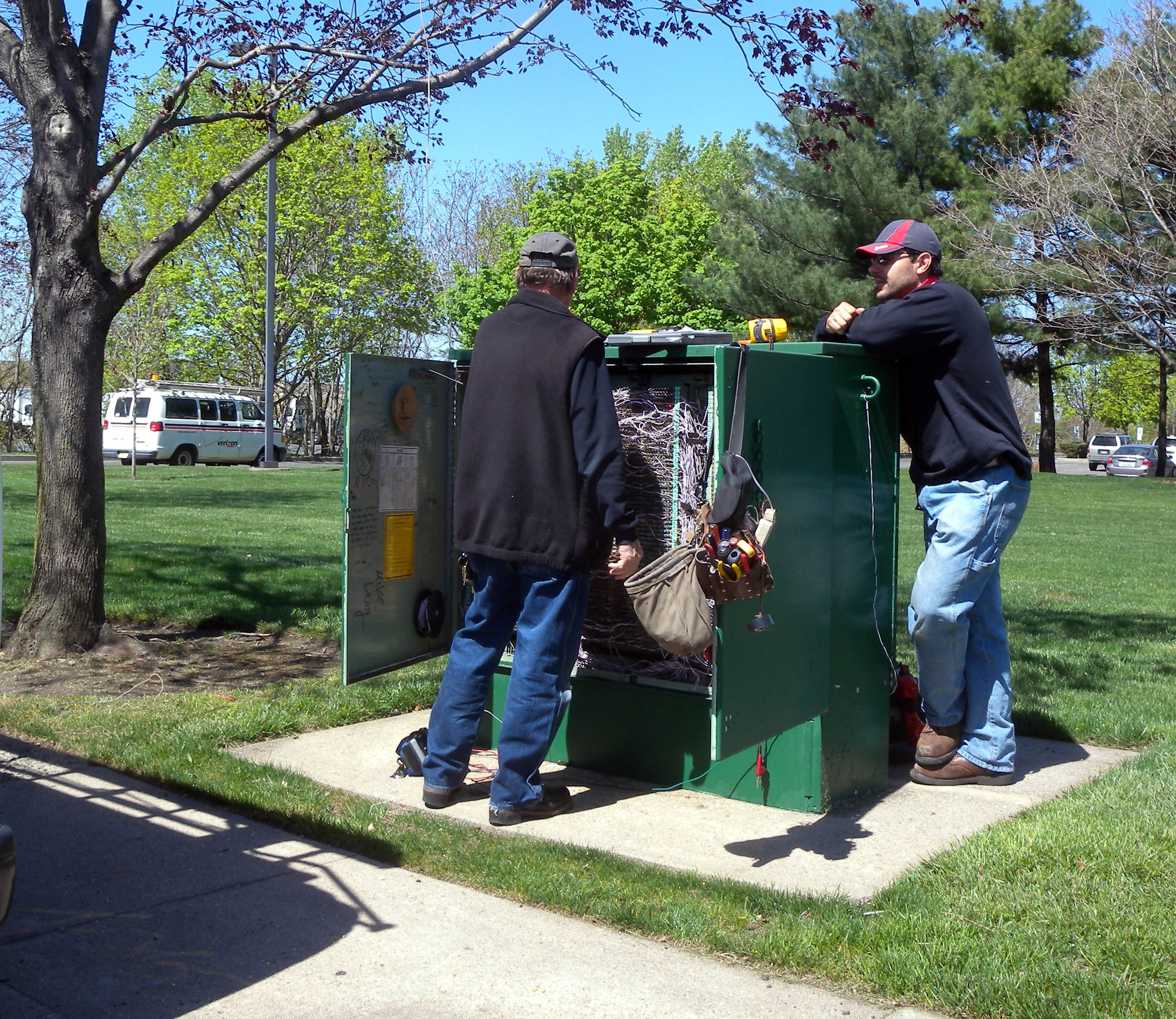
Сотрудники компании Verizon обслуживают коммутационно-распеределительное оборудование телефонной связи в городе Секокус (Нью-Джерси)

Соединительные кабели — коммутационные шнуры используются на коротких расстояниях в офисах и коммутационных шкафах. Электрические соединения с использованием витой пары или коаксиального кабеля используются внутри зданий. Волоконно-оптический кабель используется на больших расстояниях или в приложениях, требующих высокой пропускной способности или электрической изоляции. Многие установки используют методы структурированной кабельной системы для повышения надёжности и ремонтопригодности. В некоторых бытовых и промышленных приложениях линии электропередач используются в качестве сетевых кабелей.

## Состав
Кабельные линии состоят из узлов связи, необслуживаемых регенерационных (усилительных) пунктов — НРП (НУП) и кабельной трассы.
- узел связи — сооружение связи, в котором установлено оборудование систем передачи. Бывают обслуживаемые, полуобслуживаемые и необслуживаемые. В обслуживаемых узлах связи ведётся круглосуточное дежурство, днём может присутствовать инженерно-технический персонал. В полуобслуживаемых узлах в рабочее время находится персонал, в нерабочее время узел закрывается. Обслуживание оборудования связи в необслуживаемом узле связи осуществляется по графику или по мере необходимости. Физически выглядит как здание или блок-контейнер.
- необслуживаемые регенерационные (усилительные) пункты — пункты, в которых осуществляется регенерация (цифровая система передачи) или усиление (аналоговая или цифровая система передачи) сигнала. Физически представляет собой зарытый в землю на небольшую глубину контейнер (например, бочку), в который помещён регенератор или усилитель. Зарытый контейнер обычно имеет надстройку (деревянную, кирпичную, железную или железобетонную). Также встречается расположение регенератора или усилителя в верхней части надстройки. В городской черте возможно расположение НРП/НУП в здании, на подземной станции метрополитена или в распределительном шкафу.

Помимо регенерационной/усилительной аппаратуры на НРП/НУП может располагаться аппаратура питания (внешнего или дистанционного), аккумуляторные батареи, устройства отопления, вентиляции и кондиционирования, устройства освещения, устройства телеконтроля (контроль давления воздуха в кабеле и в баллоне, контроль закрытия дверей и крышек, контроль наличия воды в камере, контроль температуры, контроль влажности, контроль питания), аппаратура содержания кабеля под избыточным воздушным давлением, электрические компрессорные установки, баллоны со сжатым воздухом.
- кабельная трасса (трасса) — кабель, проложенный в грунте (чаще всего вне населённого пункта) или в кабельной канализации (чаще всего по территории крупного населённого пункта). Сюда же входят кабельные колодцы, приямки, сигнальные столбики и знаки, вводно-кабельные помещения и прочие линейные сооружения.

Совокупность кабельной линии и смонтированной на ней системы передачи является сетью связи.

## Витая пара

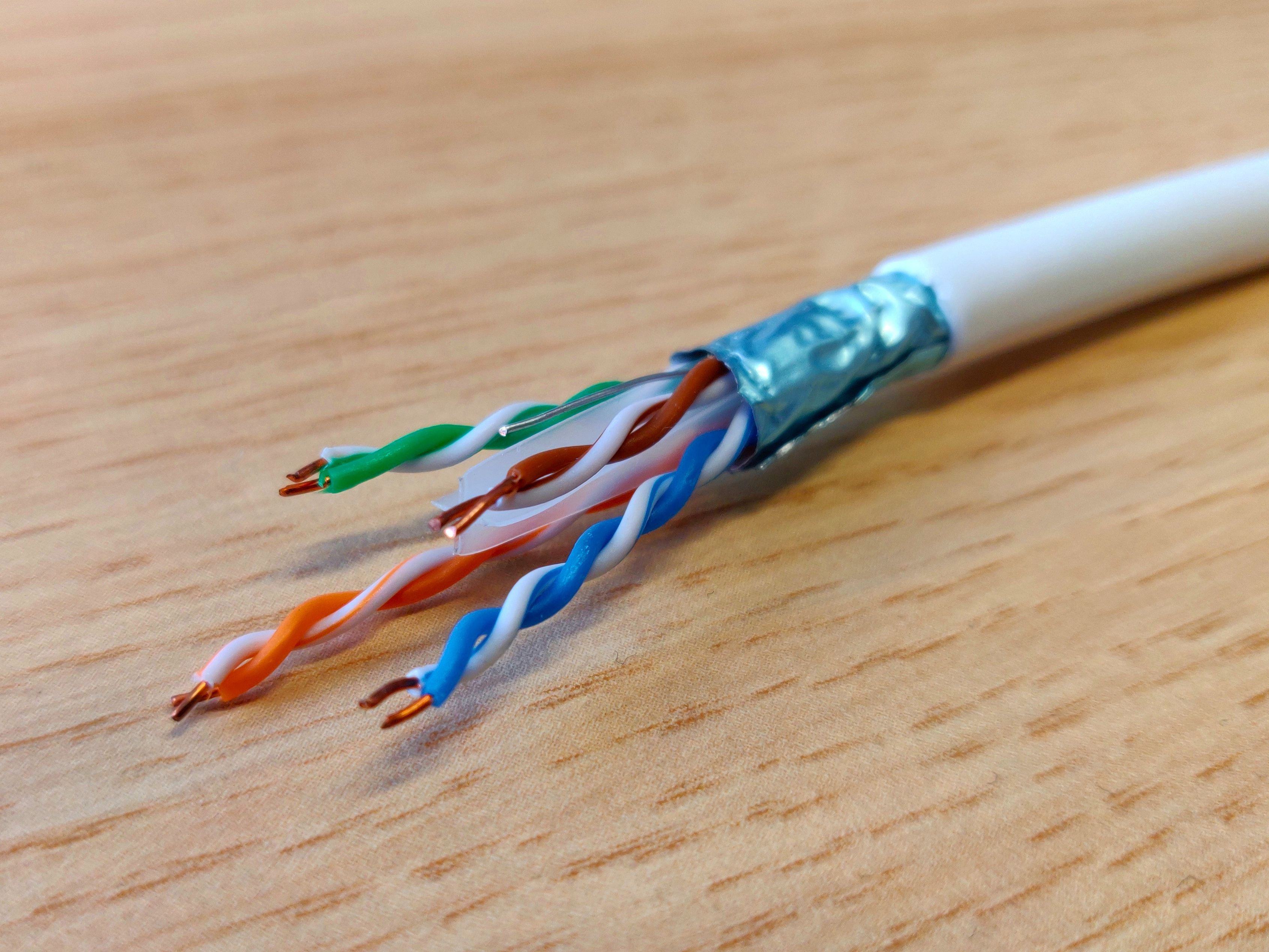
Экранированная витая пара

Витая пара — это вид кабеля связи, в котором пары токопроводящих жил (прямой и обратный проводники одной цепи) скручены вместе для подавления электромагнитных помех (ЭМП) от других пар и от внешних источников. Витая пара используется для домашних и корпоративных сетей Ethernet, в коротких коммутационных шнурах и в более длинных кабелях в структурированных кабельных системах.
Кабели с витой парой бывают двух типов: экранированные и неэкранированные.

## Кросс-кабель Ethernet
Кросс-кабель или перекрёстный кабель Ethernet — это тип Ethernet-кабеля c витой парой, используемый для прямого соединения вычислительных устройств (которые обычно подключаются через сетевой коммутатор, концентратор или маршрутизатор), например для прямого подключения двух персональных компьютеров через их сетевые адаптеры. Большинство современных Ethernet-устройств поддерживают технологию автоматического определения пар на приём и на передачу (Auto MDI-X), поэтому для современного сетевого оборудования не имеет значения, какие именно Ethernet-кабели используются — прямые или перекрёстные.

## Оптоволоконный кабель

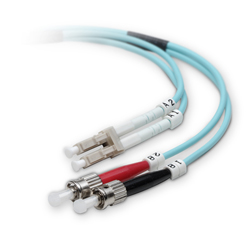
Многомодовые оптоволоконные кабели с разъёмами LC (вверху) и ST (внизу) (с установленными защитными колпачками)

Волоконно-оптический кабель состоит из одного или нескольких оптических волокон (светонесущих жил, окружённых несколькими слоями защитного материала) в общей внешней оболочке, изготавливаемой из ПТФЭ или ПВХ для предотвращения помех. Это дорого, но такой кабель имеет бо́льшую пропускную способность и может передавать данные на бо́льшие расстояния. Существует два основных типа волоконно-оптических кабелей: многомодовые (меньшей дальности) и одномодовые (большой дальности).

## Коаксиальный кабель

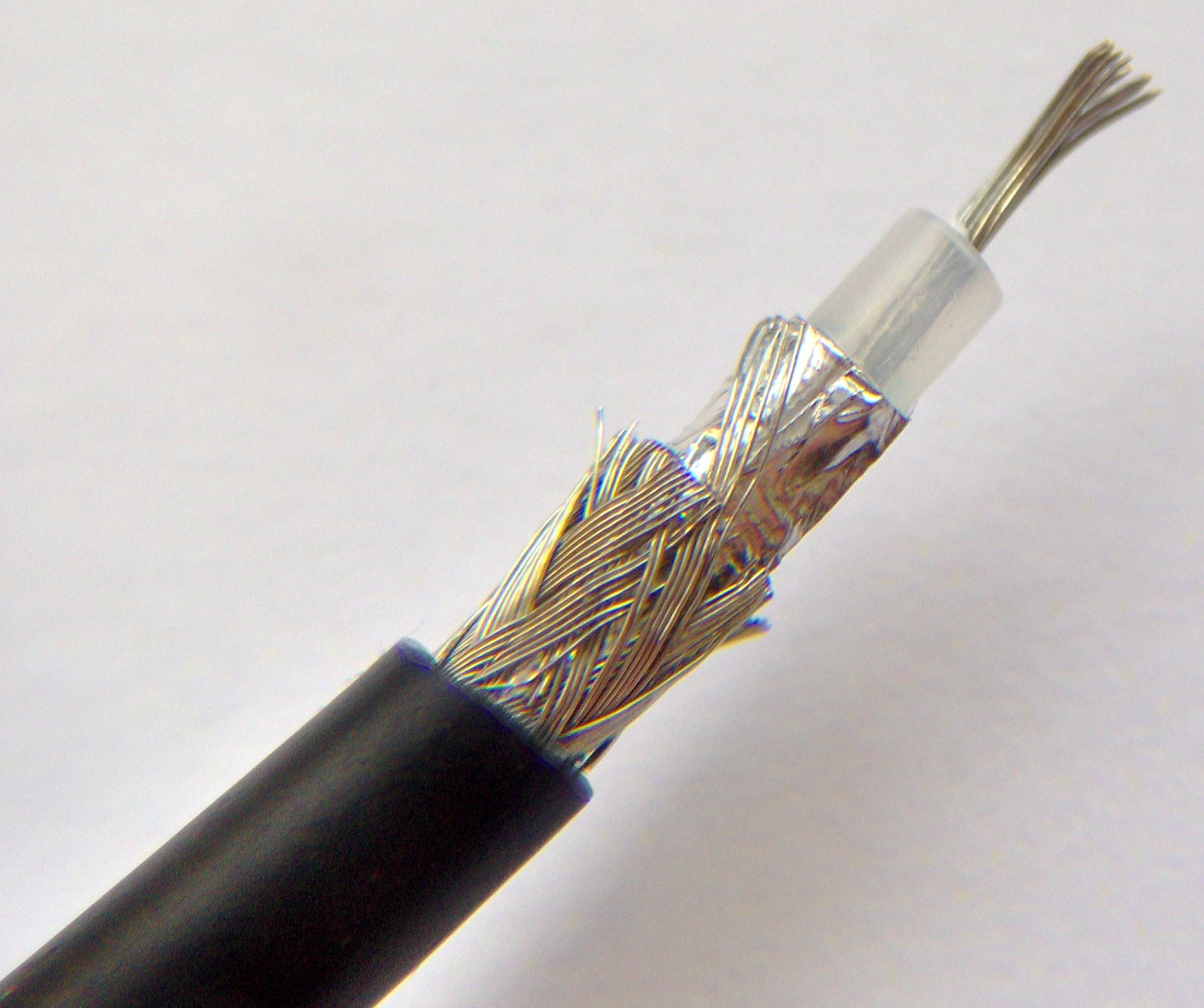
Коаксиальный кабель состоит из центрального проводника и экрана с изоляцией между ними

Коаксиальный кабель образует линию передачи и удерживает электромагнитную волну в области внутри кабеля между центральным проводником и экраном (внешним проводником). Передача энергии в линии происходит полностью через диэлектрик внутри кабеля между проводниками. Таким образом, коаксиальную линию можно изгибать и скручивать (с учётом ограничений) без негативных последствий, и её можно привязывать к токопроводящим опорам, не вызывая в них нежелательных токов.
Ранний Ethernet (10BASE5 и 10BASE2) использовал передачу в основной полосе частот по коаксиальным кабелям.
Чаще всего коаксиальный кабель используется для передачи телевизионных и других сигналов с шириной полосы в несколько мегагерц. Во многих домохозяйствах, где имеется кабельное телевидение, проложены коаксиальные линии, и новые технологии (например, Рекомендации МСЭ-Т серии G.hn) открывают возможность использования домашнего коаксиального кабеля для высокоскоростных домашних сетей (Ethernet по коаксиальному кабелю).

## Коммутационный шнур
Патч-кабель, соединительный кабель или коммутационный шнур — это электрический или оптический кабель, используемый для соединения одного электронного или оптического устройства с другим для маршрутизации сигнала. Коммутационным шнуром соединяют устройства разных типов (например, коммутатор и компьютер или коммутатор и маршрутизатор). Коммутационные шнуры обычно производятся разных цветов, чтобы их было легко различить, и большинство из них относительно короткие — не длиннее нескольких метров. В отличие от структурированных кабелей, коммутационные шнуры более гибкие.

## Линия электропередач
Хотя провода питания не предназначены для организации информационных сетей, связь по линиям электропередач (PLC) позволяет использовать эти провода также для соединения домашних компьютеров, периферийных или других сетевых потребительских устройств. Одной из первых технологий в этой области было семейство протоколов HomePlug. В декабре 2008 года МСЭ-Т принял Рекомендацию G.hn/G.9960 — первый международный стандарт в области высокоскоростной связи по линиям электропередач. G.hn также определяет методы связи по существующему кабелю категории 3, используемому для телефонов, и коаксиальному кабелю, используемому для домашнего кабельного телевидения.

## Подводный коммуникационный кабель

Подводный оптический кабель с несколькими степенями защиты в разрезе

Подводный коммуникационный кабель — кабель, проложенный по морскому дну между наземными станциями на разных материках для передачи телекоммуникационных сигналов через океаны и моря.
Современные кабели для глубоководных участков (которые составляют большую часть линии) обычно имеют диаметр около 25 мм и весят около 1,4 т/км. Для неглубоких и прибрежных участков используются более крупные и тяжёлые кабели.
В настоящее время подводные кабели соединяют все континенты мира (кроме Антарктиды).